# The Week Peps Came to Chicago
The Week Peps Came to Chicago är ett dubbel-album (2xLP) av Peps Persson, släppt 1972 av skivbolaget Sonet Records.

## Låtlista

### LP 1
Sida 1
Sunnyland Slim and Carey Bell
1. "Apollo 15" (Willie W Williams) – 2:25
2. "You're Part Of It" – 3:10
3. "There's Tears In Your Eyes" – 4:45
4. "Your Lovin' Eases My Mind" – 2:40
5. "Carey Bell's Blues" – 5:20

Sida 2
Mighty Joe Young's Band
1. "Born In The Country" – 3:05
2. "Five O'Clock In The Morning" – 4:25
3. "Jump" – 2:45
4. "The War Is Over" – 3:45
5. "Mighty Joe" (Mighty Joe Young) – 4:05

### LP 2
Sida 1
The Aces
1. "The Way You Touch Me" – 3:00
2. "My Friend Needs A Shot" – 5:10
3. "Pep's Thing" – 3:10
4. "Gypsy Woman" (McKinley Morganfield) – 2:55
5. "Slidin' To Sweden" (Louis Myers) – 3:45

Sida 2
Jimmy "Fast Fingers" Dawkins and his Band
1. "If There's A Train" – 3:30
2. "Keys To The Highway" (Big Bill Broonzy / Charles Segar) – 2:55
3. "Last Night" (Walter Jacobs) – 4:50
4. "Goin' Back" – 3:30

- Text och musik: Peps Persson (där inget annat anges)

## Medverkande
Musiker
- Peps Persson – sång, munspel, gitarr
- Carey Bell – munspel
- Jimmy Dawkins – gitarr
- Louis Myers – gitarr
- Mighty Joe Young – gitarr
- Johnny Walker – piano, orgel
- Sunnyland Slim – piano
- David Myers – basgitarr
- James Green – basgitarr
- Joe Hopper – basgitarr
- Mac Thompson – basgitarr
- Alvino Bennet – trummor
- Bobby Davis – trummor
- Fred Below – trummor
- W W Williams – trummor

Produktion
- Sam Charters – musikproducent
- Stu Black – ljudtekniker
- Sören Lehman – omslagsdesign